# 安德烈·弗拉基米罗维奇 (维亚泽姆)
安德烈·弗拉基米罗维奇（长手）Андрей Владимирович Долгая Рука（？~1223年）古罗斯王公，维亚泽姆公爵。他是维亚泽姆斯基家族的始祖。
安德烈·弗拉基米罗维奇为基辅大公弗拉基米尔·留里科维奇之子。
1223年，安德烈·弗拉基米罗维奇参加基辅大公姆斯季斯拉夫·罗曼诺维奇领导的王公联合，支援波洛韦茨人抵抗来自亚洲的蒙古人的入侵。在迦勒河（今乌克兰境内）畔的决战中，罗斯军队被蒙古骑兵彻底击溃。安德烈·弗拉基米罗维奇被俘，不久与其他王公一起被蒙古人杀害。据说，蒙古侵略者在压在被俘的罗斯王公身上的木板上举行宴会，把他们活活压死。